# Невор
Вижте пояснителната страница за други значения на Неохори.
Невор, Нивор, Невохор или Мало Северник, Мало Северяни (на гръцки: Νεοχώρι, Неохори, катаревуса: Νεοχώριον, Неохорион) е село в Егейска Македония, Гърция, в дем Мъглен (Алмопия) в административна област Централна Македония.

## География
Невор е разположено на 170 m в северната част на котловината Мъглен (Моглена), на 7 km северно от демовия център Съботско (Аридеа), в южното подножие на планината Нидже.

## История

### В Османската империя
Селото е споменато в османски дефтери от XIV век.
В XIX век Невор е село в Ениджевардарска каза на Османската империя. Според Стефан Веркович към края на XIX век Невор (Невохор) е българо-мохамеданско селище с мъжко население 362 души и 95 домакинства.
Според статистиката на Васил Кънчов („Македония. Етнография и статистика“) в 1900 година в Невор живеят 630 турци.
Екзархийската статистика за Воденската каза от 1912 година води селото като българско мохамеданско с 674 души. Според Тодор Симовски това е вярно, а Кънчов греши.

### В Гърция
През Балканската война в 1912 година селото е окупирано от гръцки части и остава в Гърция след Междусъюзническата война в 1913 година. Боривое Милоевич пише в 1921 година („Южна Македония“), че Невор има 155 къщи славяни мохамедани.
В 1924 година жителите на селото са изселени в село Деирмендюзю (област Чанаккале, община Галиполи), Турция. В 1926 година е преименувано на Промахи. От 1926 до 1927 година е слято със съседното село Северяни (Ворино). След Гръцко-турската война мюсюлманското население на Невор е изселено в Турция и в селото са настанени гърци бежанци. Според преброяването от 1928 година селото е чисто бежанско със 121 бежански семейства и 439 души.
Селото произвежда тютюн, пипер, жито, овошки.
| Година    | 1913 | 1920 | 1928 | 1940 | 1951 | 1961 | 1971 | 1981 | 1991 | 2001 | 2011 | 2021 |
| --------- | ---- | ---- | ---- | ---- | ---- | ---- | ---- | ---- | ---- | ---- | ---- | ---- |
| Население | 771  | 624  | 420  | 635  | 529  | 585  | 604  | 550  | 489  | 469  | 395  | 315  |